# Iolu Abil
Iolu Johnson Abil (rođen 1942.) je bivši predsjednik Vanuatua.

## Životopis

### Privatni život
Abil je rođen 1942. godine u selu Lauaneai na otoku Tannu u Novim Hebridima (danas Vanuatu) od roditelja Georgea i Nassaiu Yaviniana. Član je Prezbiterijske crkve.

### Politička karijera
Abila je za predsjednika Vanuatua izabralo 58-člano glasačko vijeće 2. rujna 2009. godine.
Uz podršku premijera Natapeia, osigurao je 41 glas u trećem izbornom krugu. Prisegu za predsjednika Vanuatu položio je 2. rujna 2009. godine.
Prvi krug
- Vincent Boulekone – 16 glasova
- Kalkot Mataskelekele – 14 glasova
- Iolu Abil – 11 glasova
- Kalo Nial – 7 glasova
- Yvette Sam – 7 glasova

Drugi krug
- Iolu Abil – 26 glasova
- Kalkot Mataskelekele – 16 glasova
- Vincent Boulekone – 16 glasova

Treći krug
- Iolu Abil – 41 glasova
- Kalkot Mataskelekele – 16 glasova